# Goodbye Again (1933)
Goodbye Again is een Amerikaanse filmkomedie uit 1933 onder regie van Michael Curtiz.

## Verhaal
Anne Rogers is de secretaresse van Kenneth Bixby, de auteur van verschillende succesromans. Hij ontmoet zijn oude vriendin Julie Wilson, die denkt dat ze de inspiratiebron is voor zijn laatste roman. De man van Julie heeft een hekel aan Kenneth, hoewel hij hem nog nooit heeft ontmoet. Julie wil haar romance met Kenneth nieuw leven inblazen. Intussen zorgt Anne voor haar man.

## Rolverdeling
| Acteur           | Personage                 |
| ---------------- | ------------------------- |
| Warren William   | Kenneth Bixby             |
| Joan Blondell    | Anne Rogers               |
| Genevieve Tobin  | Julie Wilson              |
| Hugh Herbert     | Harvey Wilson             |
| Wallace Ford     | Arthur Westlake           |
| Helen Chandler   | Elizabeth Clochessy       |
| Hobart Cavanaugh | Mijnheer Clayton          |
| Ray Cooke        | Piccolo in Richview Hotel |
| Jay Ward         | Theodore Clayton          |
| Ruth Donnelly    | Meid in Richview Hotel    |